# Międzynarodowe Mistrzostwa Producentów

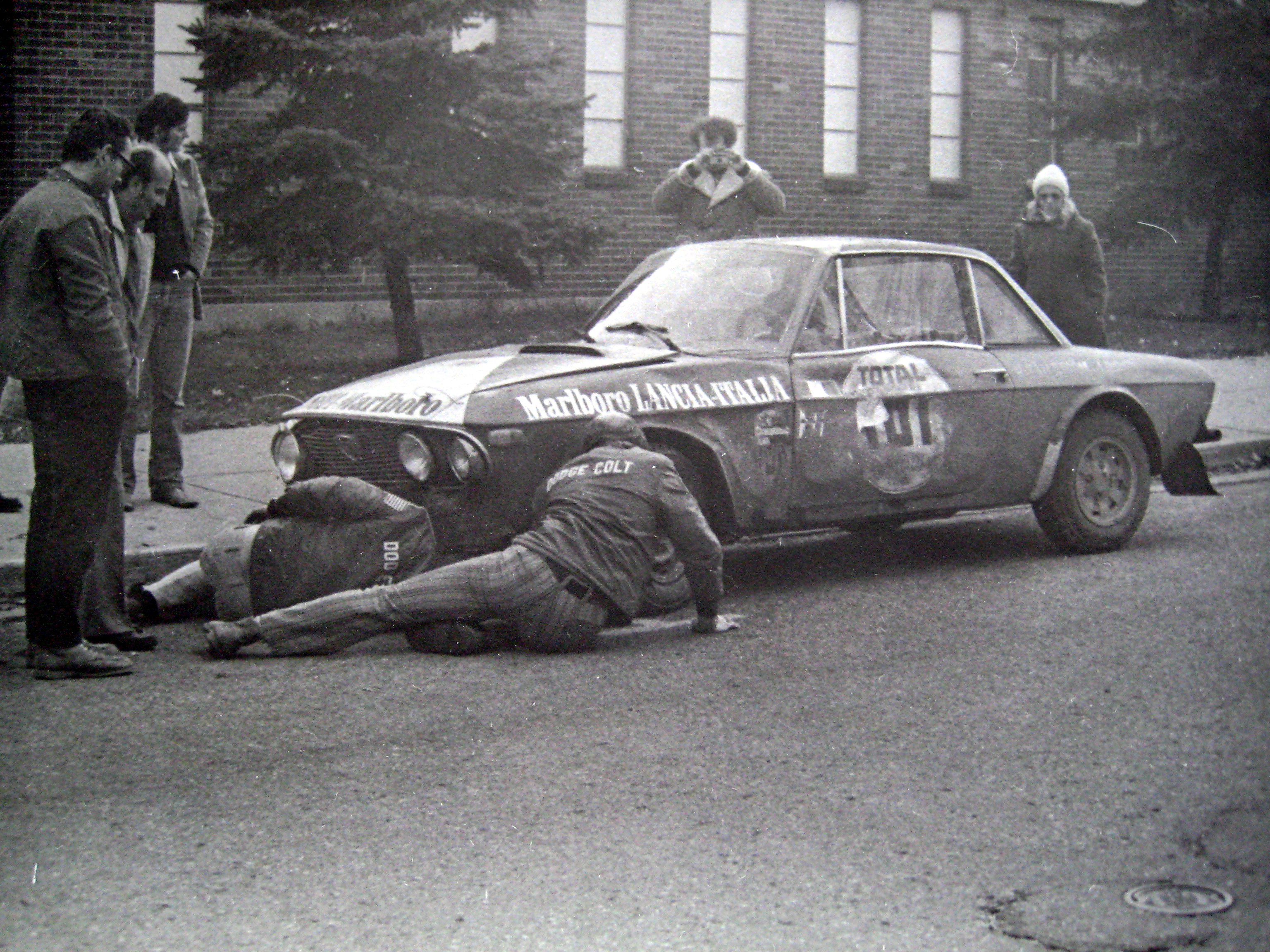
Harry Källström kierujący Lancia Fulvia 1.6 Coupé HF w roku 1972 podczas rajdu Press-on-Regardles.

Międzynarodowe Mistrzostwa Producentów (ang. International Championship for Manufacturers – w skrócie IMC) – były serią rajdową, której organizatorem była FIA. Mistrzostwa odbywały się w latach 1970-1972, a w roku 1973 zostały zastąpione serią Rajdowe Mistrzostwa Świata, również organizowane przez FIA. Wszystkie dziewięć rajdów sezonu IMC 1972 zostały częścią mistrzostw WRC w roku 1973.

## Sezon 1970

### Rajdy
| Runda | Rajd                   | Data            | Wystartowało | Finiszowało | Zwycięzca        | Samochód                   | Drugi            | Samochód                   | Trzeci              | Samochód                 |
| ----- | ---------------------- | --------------- | ------------ | ----------- | ---------------- | -------------------------- | ---------------- | -------------------------- | ------------------- | ------------------------ |
| 1     | Rajd Monte Carlo       | 16–24 stycznia  | 184          | 44          | Björn Waldegård  | Porsche 911 S              | Gérard Larrousse | Porsche 911 S              | Jean-Pierre Nicolas | Alpine-Renault A110 1300 |
| 2     | Rajd Szwecji           | 11–15 lutego    | 120          | 31          | Björn Waldegård  | Porsche 911 S              | Stig Blomqvist   | Saab 96 V4                 | Lillebror Nasenius  | Opel Kadett Rallye       |
| 3     | Rajd San Remo          | 4–8 marca       | 109          | 15          | Jean-Luc Thérier | Alpine-Renault A110 1600   | Harry Källström  | Lancia Fulvia 1.6 Coupé HF | Jean Vinatier       | Alpine-Renault A110 1600 |
| 4     | Rajd Safari            | 26–28 marca     | 91           | 19          | Edgar Herrmann   | Datsun 1600 SSS            | Joginder Singh   | Datsun 1600 SSS            | Bert Shankland      | Peugeot 504              |
| 5     | Rajd Austrii           | 6–10 maja       | 54           | 20          | Björn Waldegård  | Porsche 911 S              | Håkan Lindberg   | Saab 96 V4                 | Jean-François Piot  | Ford Escort Twin Cam     |
| 6     | Rajd Akropolu          | 28–31 maja      | 80           | 13          | Jean-Luc Thérier | Alpine-Renault A110 1600   | Jean Vinatier    | Alpine-Renault A110 1600   | Ove Andersson       | Ford Escort Twin Cam     |
| 7     | Rajd Wielkiej Brytanii | 13–18 listopada | 196          | 67          | Harry Källström  | Lancia Fulvia 1.6 Coupé HF | Ove Eriksson     | Opel Kadett Rallye         | Lillebror Nasenius  | Opel Kadett Rallye       |

### Klasyfikacja końcowa

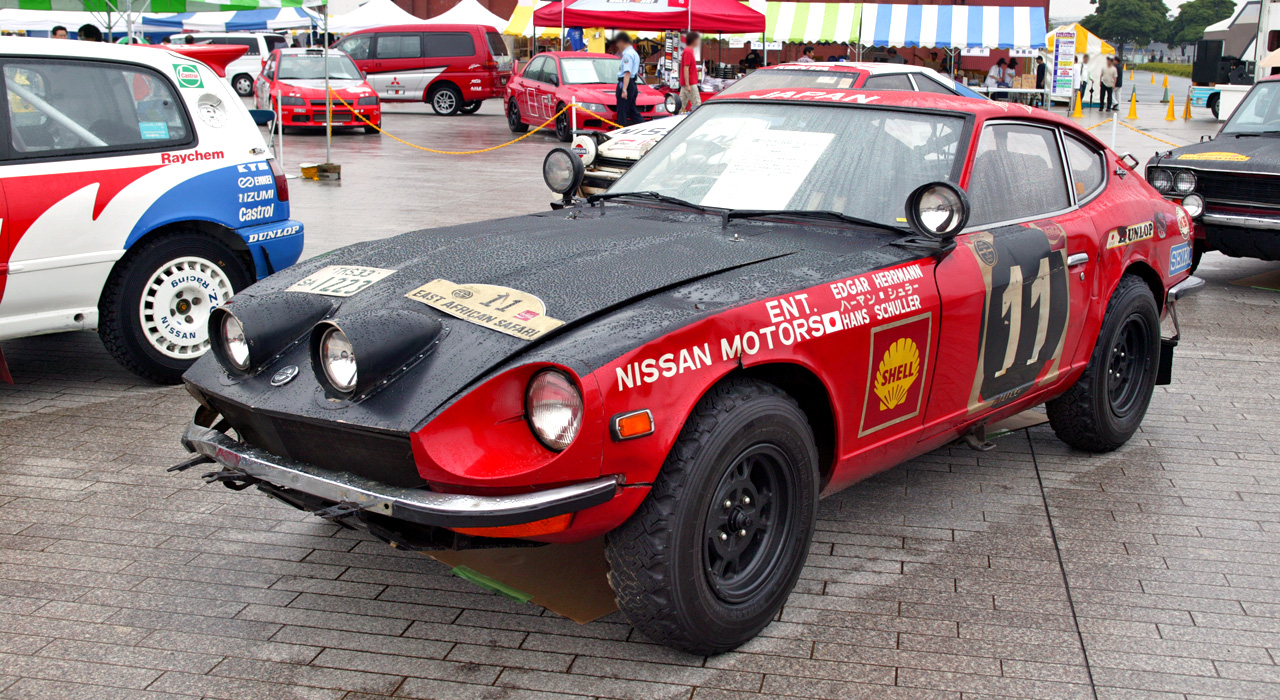
Datsun 240Z, którym kierował Edgar Herrmann podczas wygranego Rajdu Safari w roku 1971.

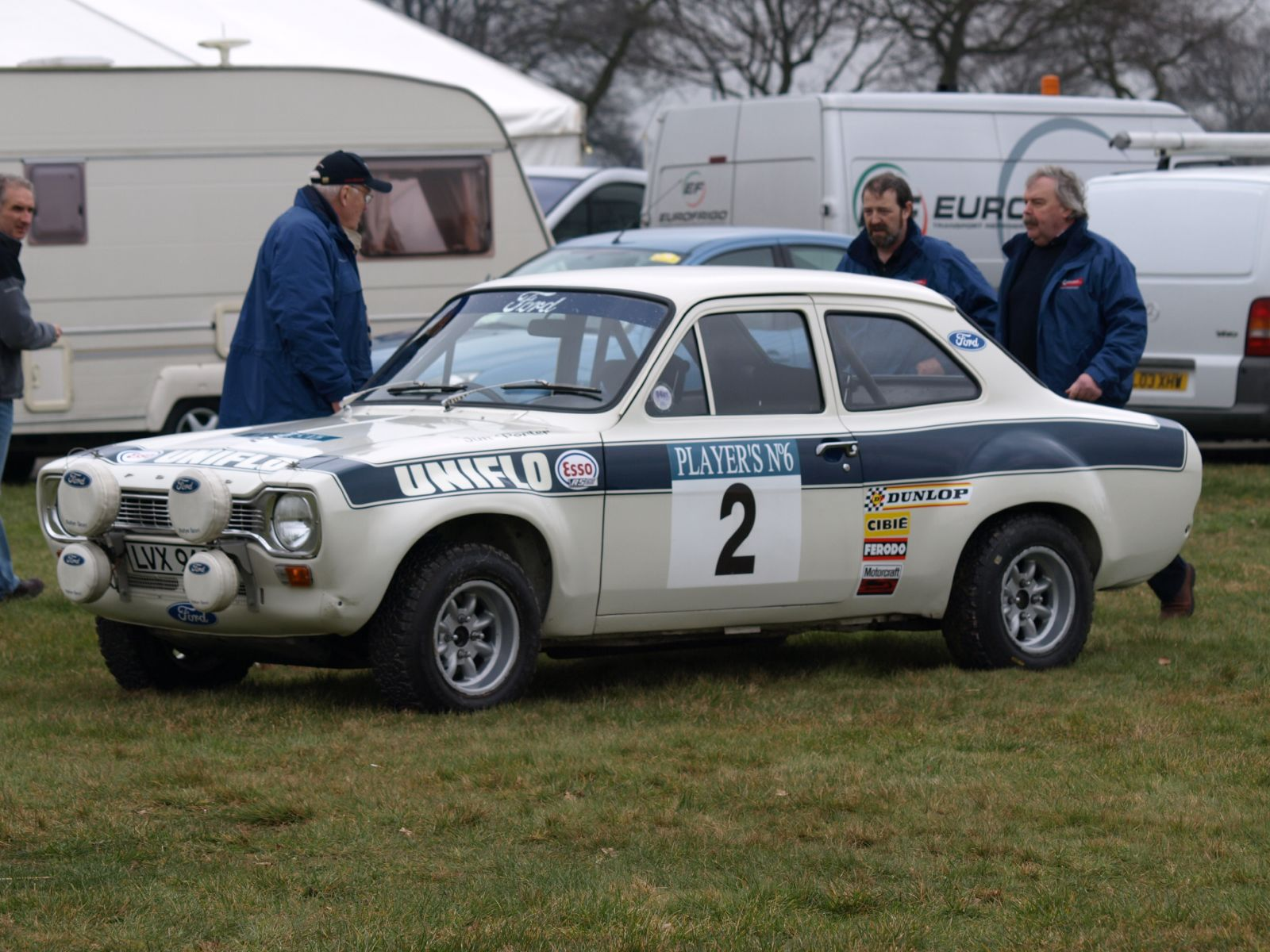
Ford Escort RS1600, którym Roger Clark wygrał Rajd RAC w roku 1972

| Msc | Producent      | MON | SWE | ITA | KEN | AUT | GRC | GBR | Pkt |
| --- | -------------- | --- | --- | --- | --- | --- | --- | --- | --- |
| 1   | Porsche        | 9   | 9   | –   | –   | 9   | –   | 1   | 28  |
| 2   | Alpine-Renault | 4   | –   | 9   | –   | 2   | 9   | 2   | 26  |
| 3   | Lancia         | 1   | –   | 6   | –   | –   | –   | 9   | 16  |
| 4   | Saab           | –   | 6   | 3   | –   | 6   | –   | –   | 15  |
| 5   | Opel           | –   | 4   | –   | –   | –   | –   | 6   | 10  |
| 5   | Ford           | 2   | –   | –   | –   | 4   | 4   | –   | 10  |
| 7   | Datsun         | –   | –   | –   | 9   | –   | –   | –   | 9   |
| 8   | Peugeot        | –   | –   | –   | 4   | –   | –   | –   | 4   |
| 9   | Fiat           | –   | –   | 1   | –   | –   | 2   | –   | 3   |
| 10  | Volvo          | –   | –   | –   | 2   | –   | –   | –   | 3   |
| 11  | BMW            | –   | 1   | –   | –   | –   | –   | –   | 1   |
| 11  | Triumph        | –   | –   | –   | 1   | –   | –   | –   | 1   |
| 11  | Volkswagen     | –   | –   | –   | –   | 1   | –   | –   | 1   |

## Sezon 1971

### Rajdy
| Runda | Rajd                   | Data               | Wystartowało | Finiszowało | Zwycięzca        | Samochód                 | Drugi                 | Samochód                   | Trzeci             | Samochód                   |
| ----- | ---------------------- | ------------------ | ------------ | ----------- | ---------------- | ------------------------ | --------------------- | -------------------------- | ------------------ | -------------------------- |
| 1     | Rajd Monte Carlo       | 22–29 stycznia     | 248          | 22          | Ove Andersson    | Alpine-Renault A110 1600 | Jean-Luc Thérier      | Alpine-Renault A110 1600   | Björn Waldegård    | Porsche 914/6              |
| 2     | Rajd Szwecji           | 17–21 lutego       | 112          | 53          | Stig Blomqvist   | Saab 96 V4               | Lars Nyström          | BMW 2002 Ti                | Harry Källström    | Lancia Fulvia 1.6 Coupé HF |
| 3     | Rajd San Remo          | 14–17 marca        | 86           | 20          | Ove Andersson    | Alpine-Renault A110 1600 | Amilcare Ballestrieri | Lancia Fulvia 1.6 Coupé HF | Sergio Barbasio    | Lancia Fulvia 1.6 Coupé HF |
| 4     | Rajd Safari            | 8–12 kwietnia      | 107          | 32          | Edgar Herrmann   | Datsun 240Z              | Shekhar Mehta         | Datsun 240Z                | Bert Shankland     | Datsun 240Z                |
| 5     | Rajd Maroka            | 28 kwietnia–1 maja | 60           | 9           | Jean Deschazeaux | Citroën SM               | Guy Chasseuil         | Peugeot 504 Ti             | Bernard Consten    | Citroën DS 21              |
| 6     | Rajd Austrii           | 13–16 maja         | 54           | 15          | Ove Andersson    | Alpine-Renault A110 1600 | Alcide Paganelli      | Fiat 124 Sport Spider      | Klaus Russling     | Volkswagen Käfer 1302 S    |
| 7     | Rajd Akropolu          | 27–30 maja         | 59           | 9           | Ove Andersson    | Alpine-Renault A110 1600 | Jean-Pierre Nicolas   | Alpine-Renault A110 1600   | Simo Lampinen      | Lancia Fulvia 1.6 Coupé HF |
| 8     | Coupe des Alpes        | 21–26 czerwca      | 36           | 11          | Bernard Darniche | Alpine-Renault A110 1600 | Jean Vinatier         | Alpine-Renault A110 1800   | Jean-François Piot | Ford Escort RS 1600        |
| 9     | Rajd Wielkiej Brytanii | 20–25 listopada    | 231          | 104         | Stig Blomqvist   | Saab 96 V4               | Björn Waldegård       | Porsche 911 S              | Carl Orrenius      | Saab 96 V4                 |

1. ↑  Rajd Alpejski nie był brany pod uwagę w klasyfikacji końcowej sezonu ze względu na nieosiągniecie liczby 50 zawodników na starcie

### Klasyfikacja końcowa
| Msc | Producent      | MON | SWE | ITA | KEN | MAR | AUT | GRC | GBR | Pkt  |
| --- | -------------- | --- | --- | --- | --- | --- | --- | --- | --- | ---- |
| 1   | Alpine-Renault | 9   | –   | 9   | –   | –   | 9   | 9   | –   | 36   |
| 2   | Saab           | –   | 9   | –   | –   | –   | –   | –   | 9   | 18   |
| 3   | Porsche        | 3.5 | 3   | –   | 2   | 2   | –   | –   | 6   | 16.5 |
| 4   | Lancia         | 1   | 4   | 6   | –   | –   | –   | 4   | 1   | 16   |
| 5   | Datsun         | 2   | –   | –   | 9   | –   | –   | –   | –   | 11   |
| 5   | Fiat           | –   | –   | 2   | –   | –   | 6   | 3   | –   | 11   |
| 7   | Peugeot        | –   | –   | –   | 4   | 6   | –   | –   | –   | 10   |
| 8   | Citroën        | –   | –   | –   | –   | 9   | –   | –   | –   | 9    |
| 8   | BMW            | –   | 6   | –   | –   | –   | 2   | 1   | –   | 9    |
| 10  | Ford           | –   | –   | –   | 3   | –   | –   | –   | 3   | 6    |
| 11  | Volkswagen     | –   | –   | –   | –   | –   | 4   | –   | –   | 4    |
| 11  | Opel           | –   | 2   | –   | –   | –   | –   | 2   | –   | 4    |

## Sezon 1972

### Rajdy
| Runda | Rajd                     | Data                | Wystartowało | Finiszowało | Zwycięzca             | Samochód                   | Drugi            | Samochód                          | Trzeci           | Samochód                   |
| ----- | ------------------------ | ------------------- | ------------ | ----------- | --------------------- | -------------------------- | ---------------- | --------------------------------- | ---------------- | -------------------------- |
| 1     | Rajd Monte Carlo         | 21–28 stycznia      | 264          | 24          | Sandro Munari         | Lancia Fulvia 1.6 Coupé HF | Gérard Larrousse | Porsche 911 S                     | Rauno Aaltonen   | Datsun 240Z                |
| 2     | Rajd Szwecji             | 17–20 lutego        | 91           | 56          | Stig Blomqvist        | Saab 96 V4                 | Björn Waldegård  | Porsche 911 S                     | Harry Källström  | Lancia Fulvia 1.6 Coupé HF |
| 3     | Rajd Safari              | 30 marca–3 kwietnia | 85           | 18          | Hannu Mikkola         | Ford Escort RS1600         | Sobiesław Zasada | Porsche 911 S                     | Vic Preston jr.  | Ford Escort RS1600         |
| 4     | Rajd Maroka              | 27–30 kwietnia      | 52           | 6           | Simo Lampinen         | Lancia Fulvia 1.6 Coupé HF | Bob Neyret       | Citroën DS 21 Proto Chassis Court | Raymond Ponnelle | Citroën DS 21              |
| 5     | Rajd Akropolu            | 25–28 maja          | 98           | 14          | Håkan Lindberg        | Fiat 124 Sport Spider      | Simo Lampinen    | Lancia Fulvia 1.6 Coupé HF        | Achim Warmbold   | BMW 2002 Ti                |
| 6     | Rajd Austrii             | 6–8 września        | 58           | 8           | Håkan Lindberg        | Fiat 124 Spider            | Günther Janger   | Volkswagen Käfer 1302 S           | Per Eklund       | Saab 96 V4                 |
| 7     | Rajd San Remo            | 22–25 października  | 69           | 13          | Amilcare Ballestrieri | Lancia Fulvia 1.6 Coupé HF | Sergio Barbasio  | Lancia Fulvia 1.6 Coupé HF        | Håkan Lindberg   | Fiat 124 Spider            |
| 8     | Rajd Press-on-Regardless | 2–4 listopada       | 77           | 21          | Gene Henderson        | Jeep Wagoneer              | Tom Jones        | Datsun 240Z                       | Erhard Dahm      | Jeep Wagoneer              |
| 9     | Rajd Wielkiej Brytanii   | 2–5 grudnia         | 192          | 80          | Roger Clark           | Ford Escort RS1600         | Stig Blomqvist   | Saab 96 V4                        | Anders Kulläng   | Opel Ascona                |

### Klasyfikacja końcowa
| Msc | Producent      | MON | SWE | KEN | MAR | GRC | AUT | ITA | USA | GBR | Pkt |
| --- | -------------- | --- | --- | --- | --- | --- | --- | --- | --- | --- | --- |
| 1   | Lancia         | 20  | 12  | –   | 20  | 15  | –   | 20  | –   | 10  | 97  |
| 2   | Fiat           | 3   | –   | –   | –   | 20  | 20  | 12  | –   | –   | 55  |
| 3   | Porsche        | 15  | 15  | 15  | –   | –   | 8   | –   | –   | –   | 53  |
| 4   | Ford           | 8   | –   | 20  | –   | –   | –   | –   | –   | 20  | 48  |
| 5   | Saab           | –   | 20  | –   | –   | –   | 12  | –   | –   | 15  | 47  |
| 6   | Datsun         | 12  | –   | 8   | –   | 6   | –   | –   | 15  | –   | 41  |
| 7   | Opel           | 2   | 10  | –   | –   | 2   | 6   | 1   | –   | 12  | 33  |
| 8   | BMW            | –   | 6   | –   | –   | 12  | 4   | –   | –   | –   | 22  |
| 9   | Jeep           | –   | –   | –   | –   | –   | –   | –   | 20  | –   | 20  |
| 10  | Citroën        | –   | –   | –   | 15  | –   | –   | –   | –   | –   | 15  |
| 10  | Volkswagen     | –   | –   | –   | –   | –   | 15  | –   | –   | –   | 15  |
| 12  | Peugeot        | –   | –   | 4   | 8   | –   | –   | –   | –   | –   | 12  |
| 13  | Volvo          | –   | –   | –   | –   | –   | –   | –   | 10  | 1   | 11  |
| 14  | Renault        | –   | –   | –   | 10  | –   | –   | –   | –   | –   | 10  |
| 15  | Dodge          | –   | –   | –   | –   | –   | –   | –   | 8   | –   | 8   |
| 16  | Toyota         | –   | –   | –   | –   | –   | –   | –   | 6   | 2   | 8   |
| 17  | Alpine-Renault | 4   | –   | –   | –   | 3   | –   | –   | –   | –   | 7   |
| 18  | Alfa Romeo     | –   | –   | –   | –   | –   | 3   | –   | –   | –   | 3   |